# Al-Rayyan Sports Club (basquetebol)
A equipe de basquetebol masculino Al-Rayyan Sports Club (em árabe: فريق الريان لكرة السلة‎‎), clube catari multi esportivo, é um clube profissional que disputa a Liga Catari. É o clube de maior sucesso no país com 15 títulos nacionais, além de títulos do Golfo Pérsico (2 títulos) e seu ápice que foi a conquista de duas Copa dos Campeões Asiáticos.

## Temporada por Temporada
| Temporada | Nível | Liga | Pos. | Pós Temporada | Copa Catari  | Copa Catari | Competições Continentais | Competições Continentais |
| --------- | ----- | ---- | ---- | ------------- | ------------ | ----------- | ------------------------ | ------------------------ |
| 2008-09   | 1     | QBL  | 1    | Campeão       | Copa do Emir | Campeão     |                          |                          |
| 2009-10   | 1     | QBL  | 1    | Campeão       | Copa do Emir | Finalista   | Copa da Ásia             | FN                       |
| 2010–11   | 1     | QBL  | 1    | Campeão       | Copa do Emir | Finalista   | Copa da Ásia             | SM                       |
| 2011–12   | 1     | QBL  | 1    | Campeão       | Copa do Emir | Finalista   |                          |                          |
| 2012–13   | 1     | QBL  | 1    | Finalista     | Copa do Emir | Campeão     | Copa da Ásia             | FN                       |
| 2013–14   | 1     | QBL  | 1    | Semifinalista | Copa do Emir | Semifinais  |                          |                          |
| 2014-15   | 1     | QBL  | 1    | Campeão       | Copa do Emir | Semifinais  |                          |                          |
| 2015-16   | 1     | QBL  | 1    | Campeão       | Copa do Emir | Semifinais  |                          |                          |
| 2016-17   | 1     | QBL  | 4    |               | Copa Catari  | Finalista   | Copa da Ásia             | QF                       |
| 2017-18   | 1     | QBL  | 5º   |               |              |             |                          |                          |
| 2018-19   | 1     | QBL  | 8º   |               |              |             |                          |                          |
| 2019-20   | 1     | QBL  | 5º   |               |              |             |                          |                          |
| 2020-21   | 1     | QBL  | 9º   |               |              |             |                          |                          |
| 2021-22   | 1     | QBL  | 9º   |               |              |             |                          |                          |
| 2022-23   | 1     | QBL  | 1º   | Campeão       | Copa Catari  | Campeão     |                          |                          |
| 2023-24   | 1     | QBL  | 3º   |               |              |             |                          |                          |
| 2024-25   | 1     | QBL  | 1º   | Finalista     |              |             |                          |                          |

### Títulos

#### Liga Catari
- Campeão (18):1995–1996, 1996–1997, 1997–1998, 1998–1999, 1999–2000, 2001–2002, 2002–2003, 2003–2004, 2004–2005, 2005–2006, 2006–2007, 2008–2009, 2009–2010, 2010–2011, 2011–2012, 2014-2015, 2015-2016, 2022-2023

#### Copa do Emir do Catar
- Campeão (9):1993-1994, 1994-1995, 1998–1999, 1999-2000, 2003–2004, 2005–2006, 2009–2010, 2010–2011, 2012–2013

#### Copa do Príncipe do Catar
- Campeão (6):2001–2002, 2003–2004, 2004–2005, 2005–2006, 2007–2008, 2008–2009

#### Copa do Golfo Pérsico
- Campeão (2):2002, 2004

#### Copa dos Campeões Asiáticos
- Campeão (2):2002, 2005